# District Suceava
Suceava is een Roemeens district (județ) in de historische regio' s Boekovina en Moldavië, met als hoofdstad Suceava (118.670 inwoners).
De gangbare afkorting voor het district is SV.

## Demografie
In het jaar 2002 had Suceava 688.435 inwoners en een bevolkingsdichtheid van 80 inwoners per km².
De Roemenen vormen de meerderheid in Suceava. Minderheden in het district zijn Roma, Oekraïners, Polen en Slowaken.

## Geografie
Het district heeft een oppervlakte van 8553 km² en is daarmee het grootste district van Roemenië.

## Aangrenzende districten
- Botoșani in het oosten
- Iași in het zuidoosten
- Neamț in het zuiden
- Harghita in het zuidwesten
- Bistrița-Năsăud in het westen
- Maramureș in het noordwesten
- Oekraïne in het noorden

## Steden
- Suceava
- Rădăuți
- Câmpulung Moldovenesc
- Fălticeni
- Siret
- Vatra Dornei
- Solca
- Gura Humorului
- Milișăuți

## Kloosters
Boekovina is beroemd om zijn kloosters. Suceava, dat in Zuid-Boekovina ligt, heeft eveneens een groot aantal kloosters. Bekende kloosters Zijn:
- Voroneț
- Sucevița
- Moldovița
- Gura Humorului
- Putna
- Arbore